# Sphagnum guanabarae
Sphagnum guanabarae är en bladmossart som beskrevs av H. Crum 1987. Sphagnum guanabarae ingår i släktet vitmossor, och familjen Sphagnaceae. Inga underarter finns listade i Catalogue of Life.